# Halticoptera patellana
Halticoptera patellana is een vliesvleugelig insect uit de familie Pteromalidae. De wetenschappelijke naam is voor het eerst geldig gepubliceerd in 1818 door Dalman.